# Нови пазар
Вижте пояснителната страница за други значения на Нови пазар.
Нови пазар е град в област Шумен, Североизточна България. Той е административен и стопански център на едноименната община Нови пазар. Населението на града към 15 септември 2023 г. е 12 504 жители по настоящ адрес според ГРАО (10 167 души към 31.12.2022 г. по данни от НСИ), което го прави второто по големина населено място в областта.

## География
Градът е разположен в котловината между Шуменското, Лудогорското и Провадийското плато, в Дунавската равнина. Съседни на Нови пазар градове са Каспичан и Плиска, намира се на 25 km източно от областния център Шумен. През града преминава Крива река, която се влива в Провадийската река, част от Черноморската отточна област.

## История
Още в дълбока древност по тези земи е кипял живот, свидетелство за това са поне 434-те експоната, представени в музейната сбирка, експонирана в сградата на художествената галерия на централната градска улица. Представена е културата на племената и народите, населявали новопазарския район от старокаменната епоха до късното средновековие. Множеството селища, крепости и некрополи, както от античната и късноантична епоха, така и от времето на Първото и Второто българско царство, свидетелстват, че земите са били винаги гъсто населени. Една от най-интересните находки са тези от трако-римската епоха, тогавашното ювелирно изкуство е представено със златни накити, открити в близо до града. Открито е крайпътно римско селище, свързващо Марцианопол и Абритус, на име Динея. В околностите на града са разкрити две големи късноантични крепости (IV – VI век), едната разположена източно от града, другата представлява град-крепост (близо до село Войвода). В северната част на града е открит старобългарски некропол .
Според А. Иширков за първи път градът се споменава във връзка с похода на Владислав Варненчик през 1444 г., когато кръстоносците са обсадили и след няколкодневна обсада са превзели и опожарили града, който тогава се е намирал в подножието на платото Стана и е бил крепост с кула. През XVI век двама братя правят чифлици от двете страни на Крива река, създават петъчен пазар и така възниква тогавашното име на града Ени пазар („Нов пазар“). Над селището в посока на платото Стана се е намирало село Илфи (Елфи) кьой, чието землище впоследствие се наследява от града.
Унгарският пътешественик Георг Рагузиум през 1598 г., описвайки границите на Силистренския санджак, споменава и името на Нови Пазар като един от вътрешните градове. В османски данъчни регистри от 1620 година, съставени във връзка със събирането на ежегодния данък джизие присъства и името на града. В началото на 1667 г. Евлия Челеби, минавайки през Нови Пазар, дава едно доста подробно описание, в което съобщава за 150 къщи, 20 дюкяна и 3 безистена (покрити пазари), както и две джамии, на входа на едната от които е изписано името на майстора и годината 981 (1573 – 1574 г. по християнския календар), което дава приблизителната година на сформирането на новия град.
По време на руско-турските войни от 1774, 1810 и 1828 г. градът се споменава нееднократно като място за сражения, биваци на войските или просто като част от походите. На 16.06.1774 г. отрядът на граф Каменарски превзема града като част от похода на руската армия към град Шумен. На 8 юли 1828 г. по време на военната кампания на поредната война генерал-майор Симански в своя дневник прави кратко описание на тогавашното градче). По време на Кримската война през 1854 г. в града е разквартирувана английска част, която дава една случайна жертва – войник, удавил се в Крива река.
През 1840 г. в града се открива килийно училище (сега къща-музей). През 1826 г. в центъра на града е построена часовникова кула, днес обявена за паметник на културата. Читалището в Нови пазар е основано през 1872 г.
Нови пазар е обявен за град на 10.12.1883 г. с княжески указ N-1071.

## Население
Долната таблица показва изменението на населението на града в периода след Втората световна война (1946 – 2022):
| 1946                                                                      | 1956 | 1965  | 1975  | 1985  | 1992  | 2001  | 2005  | 2007  | 2009  | 2011  | 2015  | 2019  | 2022  |
| ------------------------------------------------------------------------- | ---- | ----- | ----- | ----- | ----- | ----- | ----- | ----- | ----- | ----- | ----- | ----- | ----- |
| 5477                                                                      | 9138 | 12467 | 15754 | 16320 | 14284 | 13542 | 13025 | 12858 | 12673 | 12000 | 11724 | 11086 | 10167 |
| Национален статистически институт, Citypopulation.de, Pop-stat.mashke.org |      |       |       |       |       |       |       |       |       |       |       |       |       |

### Етнически състав

#### Преброяване на населението през 2011 г.
Численост и дял на етническите групи според преброяването на населението през 2011 г.:
|                     | Численост | Дял (в %) |
| Общо                | 12 000    | 100,00    |
| Българи             | 8154      | 67,95     |
| Турци               | 1749      | 14,57     |
| Цигани              | 1020      | 8,50      |
| Други               | 46        | 0,38      |
| Не се самоопределят | 73        | 0,60      |
| Неотговорили        | 958       | 7,98      |

## Религия
Населението в Нови пазар е съставено основно от българи, като има също и турци, цигани и арменци.
Православието е водещата религия. В града има един православен храм „Св. Петка“, построен през 1850 г. по инициатива на Петко Курооглу и Вълчо Станев от с. Енево. Осветен е от тогавашния гръцки варненски митрополит Порфирий през 1852 г. С това църквата става една от първите действащи на територията на сегашната Шуменска област по време на Османското владичество, след тези в гр. Шумен, с. Ивански, с. Тича, гр. Велики Преслав, кв. Дивдядово и гр. Върбица. От създаването си в града винаги е имало православни свещеници.
Другият православен храм в града е посветен на свети мъченик Боян - княз Български.
В града функционира и джамия.

## Държавни институции и икономика
- Община
- Районна болница
- Пощенска станция
- Районно полицейско управление
- Районен съд

### Завод „Китка“
В Нови пазар се намира и завод, който произвежда изящни изделия от стъкло и кристал. Преди 2002 г. заводът е произвеждал и домакински порцелан.

### Керамит ООД
“Керамит” ООД е частно дружество, основано в град Нови пазар през 2004 г. Дружеството притежава собствена база за производство на изделия от керамика. За него, освен работещите в производството, работят и художници, дизайнери, фотографи и компютърни специалисти.

## Култура

### Образование
В града функционират 4 средни училища: СУ „Васил Левски“, СУ „Хан Исперих“, ПГХТД „Проф. д-р Асен Златаров“ и Професионална гимназия по селско стопанство. Има 1 основно училище ОУ „Никола Й. Вапцаров“ и 1 помощно училище ПУ „Станата“.

### Театър и читалище
В театралния салон на читалището се дават представления на известни артисти и трупи от цялата страна. Официалната театрална трупа на гр. Нови пазар е „Мелпоарт“ с режисьор Злати Златев. Трупата има много изяви на големи театрални конкурси. В града има любителска и детска трупа с ръководител Христина Димитрова.

### Музеи
В града има картинна галерия, която носи името на известния художник Петър Персенгиев. В галерията редовно се провеждат изложби на художници и занаятчии от града, както и на млади таланти от местните училища. В сградата на галерията се помещава и исторически музей.

## Побратимени градове
През месец юли 2012 г. е подписан договорът за побратимяване между Нови пазар и турския град Инегьол между кметовете на двете общини Румен Панайотов и Алинур Акташ.
- Инегьол, Турция

## Редовни събития
- 14 октомври е храмов празник и ден на града. Всяка година в дните около празника се провежда традиционният панаир.
- 1 – 2 май – „Станата пее“ – събор на целия град, изнесен в местността Станата (6 km от центъра на града).
- Пазарен ден е петък
- От няколко години в града се провеждат и два национални музикални конкурса: „Танцуващи клавиши“ за акордеонисти, основан от Стефан Петков, и „Вълшебни ритми“ за гайдари.

## Известни личности
Родени в Нови пазар
- Иван Радов (02.1844 – 01.05.1912) – учител, свещеник, народен представител
- Жеко Радев (1875 – 1934) – географ
- Симеон Русакиев (1910 – 1991) – професор
- Леон Суружон (1913 – 2007) – цигулар
- Марин Вачков (1922 – 1998) – политик
- Васил Вачков (1924 – ?) – политик
- Хачо Бояджиев (1932 – 2012) телевизионен, театрален и кинорежисьор и генерален директор на Българската национална телевизия (БНТ) от 23.06.1995 до 07.06.1996 г.
- Иван Абаджиев (1932 – 2017) – щангист, треньор по щанги
- Маргарита Георгиева (р. 1951) – професор, филолог
- Александър Върбанов (р. 1964) – щангист
- Мариус Куркински (р. 1969), актьор и режисьор
- Марин Петров (р. 1988), футболист